# Florenelement

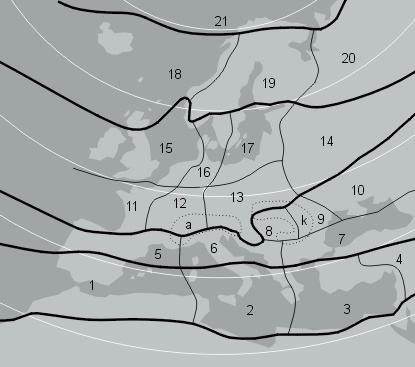
Die Florenzonen und Florengebiete Europas.

Als Florenelement werden Arten einer Flora bezeichnet, die aufgrund eines bestimmten pflanzengeographischen Standpunkts aus zusammengehören.

## Arten
Es werden drei Arten von Florenelementen unterschieden:
- geographisches Florenelement: nach der heutigen Verbreitung
- genetisches Florenelement: nach dem vermuteten Entstehungsgebiet.
- historisches Florenelement: nach der Einwanderungszeit.

Ein Florenelement kann sich auf ein Florenreich beziehen, eine Florenzone oder ein Florengebiet.

## Europäische Florenzonen und Florengebiete
Europa gehört zum Florenreich der Holarktis. Die Florenzonen und Florengebiete sind folgendermaßen gegliedert:
- meridionale Zone

1  westmediterran
2  zentralmediterran
3  ostmediterran
4  orientalisch
- submeridionale Zone

5  westsubmediterran
6  zentralsubmediterran
7  ostsubmediterran
8  pannonisch
9  danubisch
10 pontisch
- temperate Zone

11 südatlantisch
12 südsubatlantisch
13 südzentraleuropäisch
14 sarmatisch
15 mittelatlantisch
16 nordsubatlantisch
17 nordzentraleuropäisch
- boreale Zone

18 nordatlantisch
19 skandinavisch
20 russisch
- arktische Zone

21 lappisch
- zonenübergreifend

a  alpisch
k  karpatisch